# Giải vô địch bóng đá nữ thế giới 1999
Giải vô địch bóng đá nữ thế giới 1999 là Giải vô địch bóng đá nữ thế giới thứ ba được FIFA tổ chức. Giải diễn ra tại Hoa Kỳ và đội chủ nhà đã giành chức vô địch lần thứ hai. Đây là lần đầu tiên giải được tổ chức tại một quốc gia thuộc Bắc Mỹ. Giải lập được một kỷ lục, đó là trận chung kết giữa Hoa Kỳ và Trung Quốc tại Sân vận động Rose Bowl, Pasadena, California với sự chứng kiến của 90.185 khán giả (trong đó có tổng thống Bill Clinton) là sự kiện thể thao dành cho phái nữ có lượng người theo dõi trực tiếp đông nhất trong lịch sử. Đây cũng là kỳ World Cup nữ duy nhất mà đội tuyển chủ nhà lên ngôi vô địch.
Linh vật chính thức của giải đấu là cáo Nutmeg, cô mặc chiếc áo phông trắng có dòng chữ USA trắng trên nền đỏ. Cổ và gấu áo của cô có màu xanh dương

## Sân vận động
| Los Angeles (Pasadena, California) | San Francisco (Stanford, California)                                                       | Washington, D.C. (Landover, Maryland)                                | New York/New Jersey (East Rutherford, New Jersey)                |
| --- | ------------------------------------------------------------------------------------------ | -------------------------------------------------------------------- | ---------------------------------------------------------------- |
| Rose Bowl | Sân vận động Stanford                                                                      | Sân vận động Jack Kent Cooke                                         | Sân vận động Giants                                              |
| Sức chứa: 95.542 | Sức chứa: 85.429                                                                           | Sức chứa: 80.116                                                     | Sức chứa: 77.716                                                 |
| A satellite view of the Rose Bowl stadium | A view of Stanford Stadium from the stands, showing the pitch encircled by a running track | A satellite view of Jack Kent Cooke Stadium                          | An aerial view of Giants Stadium                                 |
| ChicagoEast RutherfordFoxboroughStanfordPasadenaPortlandSan JoseLandoverĐịa điểm tổ chức Giải vô địch bóng đá nữ thế giới 1999 tại Hoa Kỳ · Nguồn: FIFA Technical Report |                                                                                            |                                                                      |                                                                  |
| Chicago | Boston (Foxborough, Massachusetts)                                                         | Portland                                                             | San Jose                                                         |
| Soldier Field | Sân vận động Foxboro                                                                       | Sân vận động Civic                                                   | Sân vận động Spartan                                             |
| Sức chứa: 65.080 | Sức chứa: 58.868                                                                           | Sức chứa: 27.396                                                     | Sức chứa: 26.000                                                 |
| An aerial view of Soldier Field with the Chicago skyline in the background                                                                                               | A satellite view of Foxboro Stadium                                                        | An overhead view of PGE Park, showing the stands and a nearby street | A view of Spartan Stadium during a football game from the stands |

## Các đội tham dự

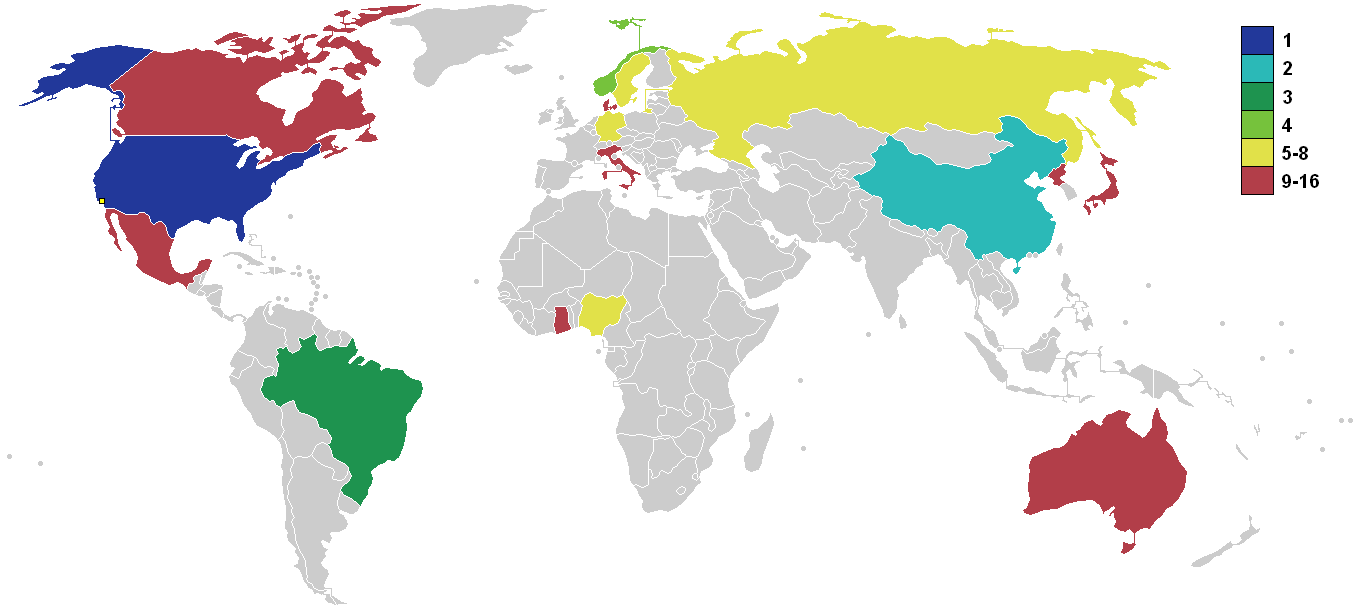
Các đội tuyển tham dự vòng chung kết

| Liên đoàn                          | Vòng loại                                              | Các đội tham dự vòng chung kết               |
| ---------------------------------- | ------------------------------------------------------ | -------------------------------------------- |
| AFC (châu Á)                       | Giải vô địch bóng đá nữ châu Á 1997                    | Nhật Bản · CHDCND Triều Tiên · Trung Quốc    |
| CAF (châu Phi)                     | Giải vô địch bóng đá nữ châu Phi 1998                  | Ghana · Nigeria                              |
| CONCACAF (Bắc, Trung Mỹ và Caribe) | Giải vô địch bóng đá nữ CONCACAF 1998                  | Canada · México                              |
| CONMEBOL (Nam Mỹ)                  | Sudamericano Femenino 1998                             | Brasil                                       |
| OFC (châu Đại Dương)               | Giải vô địch bóng đá nữ châu Đại Dương 1998            | Úc                                           |
| UEFA (châu Âu)                     | Vòng loại Giải vô địch bóng đá nữ thế giới 1999 (UEFA) | Thụy Điển · Nga · Đức · Na Uy · Đan Mạch · Ý |
| Quốc gia đăng cai                  | Quốc gia đăng cai                                      | Hoa Kỳ                                       |

## Trọng tài
| CAF - Cofie Comfort (Ghana) - Bola Elizabeth Abidoye (Nigeria) - Omoleye Adeyemi Adeola (Nigeria) - Fatou Gaye (Sénégal) AFC - Lu Lijuan (Trung Quốc) - Zuo Xiudi (Trung Quốc) - Yoshizawa Hisae (Nhật Bản) - Im Eun-Ju (Hàn Quốc) - Ri Song-Ok (CHDCND Triều Tiên) CONCACAF - Sonia Denoncourt (Canada) - Maria Rodríguez (México) - Virginia Tovar (México) - Jackeline Blanquice (Panama) - Boni Bishop (Trinidad và Tobago) - Kari Seitz (Hoa Kỳ) - Sandra Hunt (Hoa Kỳ) | CONMEBOL - Ana Bia Batista (Brasil) - Cleidy Mary Ribeiro (Brasil) - Maria Edilene Siqueira (Brasil) - Martha Liliana Pardo (Colombia) - Ana Isabel Pérez (Peru) - Marisela de Fuentes (Venezuela) UEFA - Gitte Nielsen (Đan Mạch) - Katriina Elovirta (Phần Lan) - Petteri Kari (Phần Lan) - Ghislaine Labbe (Pháp) - Elke Günthner (Đức) - Corrie Kruithof (Hà Lan) - Ann Wenche Kleven (Na Uy) - Nicole Petignat (Thụy Sĩ) - Susanne Borg (Thụy Điển) OFC - Tammy Ogston (Úc) |

## Vòng bảng
|  | 2 đội xếp đầu mỗi bảng giành quyền vào vòng trong. |

### Bảng A
| Đội               | Tr | T | H | B | BT | BB | HS  | Đ |
| ----------------- | -- | - | - | - | -- | -- | --- | - |
| Hoa Kỳ            | 3  | 3 | 0 | 0 | 13 | 1  | +12 | 9 |
| Nigeria           | 3  | 2 | 0 | 1 | 5  | 8  | −3  | 6 |
| CHDCND Triều Tiên | 3  | 1 | 0 | 2 | 4  | 6  | −2  | 3 |
| Đan Mạch          | 3  | 0 | 0 | 3 | 1  | 8  | −7  | 0 |

| Hoa Kỳ                           | 3–0      | Đan Mạch |
| -------------------------------- | -------- | -------- |
| Hamm 17' · Foudy 73' · Lilly 89' | Chi tiết |          |

| CHDCND Triều Tiên | 1–2      | Nigeria                 |
| ----------------- | -------- | ----------------------- |
| Jo Song-Ok 74'    | Chi tiết | Akide 50' · Nwadike 79' |

| Hoa Kỳ                                                                                 | 7–1      | Nigeria     |
| -------------------------------------------------------------------------------------- | -------- | ----------- |
| Chiejine 2' (l.n.) · Hamm 20' · Milbrett 23', 83' · Lilly 32' · Akers 39' · Parlow 42' | Chi tiết | Okosieme 2' |

| CHDCND Triều Tiên                                   | 3–1      | Đan Mạch     |
| --------------------------------------------------- | -------- | ------------ |
| Jin Pyol-Hui 15' · Jo Song-Ok 39' · Kim Kum-Sil 73' | Chi tiết | Johansen 74' |

| Nigeria                  | 2–0      | Đan Mạch |
| ------------------------ | -------- | -------- |
| Akide 25' · Okosieme 81' | Chi tiết |          |

| Hoa Kỳ                             | 3–0      | CHDCND Triều Tiên |
| ---------------------------------- | -------- | ----------------- |
| MacMillan 56' · Venturini 68', 76' | Chi tiết |                   |

### Bảng B
| Đội    | Tr | T | H | B | BT | BB | HS  | Đ |
| ------ | -- | - | - | - | -- | -- | --- | - |
| Brasil | 3  | 2 | 1 | 0 | 12 | 4  | +8  | 7 |
| Đức    | 3  | 1 | 2 | 0 | 10 | 4  | +6  | 5 |
| Ý      | 3  | 1 | 1 | 1 | 3  | 3  | 0   | 4 |
| México | 3  | 0 | 0 | 3 | 1  | 15 | −14 | 0 |

| Brasil                                                            | 7–1      | México        |
| ----------------------------------------------------------------- | -------- | ------------- |
| Pretinha 3', 12', 90+1' · Sissi 29', 42', 50' · Kátia 35' (ph.đ.) | Chi tiết | Domínguez 10' |

| Đức                  | 1–1      | Ý          |
| -------------------- | -------- | ---------- |
| Wiegmann 61' (ph.đ.) | Chi tiết | Panico 36' |

| Brasil        | 2–0      | Ý |
| ------------- | -------- | - |
| Sissi 3', 63' | Chi tiết |   |

| Đức                                                           | 6–0      | México |
| ------------------------------------------------------------- | -------- | ------ |
| Grings 10', 57', 90+2' · Smisek 46' · Hingst 49' · Lingor 89' | Chi tiết |        |

| Đức                                         | 3–3      | Brasil                               |
| ------------------------------------------- | -------- | ------------------------------------ |
| Prinz 8' · Wiegmann 46' (ph.đ.) · Jones 58' | Chi tiết | Kátia 15' · Sissi 20' · Maicon 90+4' |

| México | 0–2      | Ý                      |
| ------ | -------- | ---------------------- |
|        | Chi tiết | Panico 37' · Zanni 51' |

### Bảng C
| Đội      | Tr | T | H | B | BT | BB | HS  | Đ |
| -------- | -- | - | - | - | -- | -- | --- | - |
| Na Uy    | 3  | 3 | 0 | 0 | 13 | 2  | +11 | 9 |
| Nga      | 3  | 2 | 0 | 1 | 10 | 3  | +7  | 6 |
| Canada   | 3  | 0 | 1 | 2 | 3  | 12 | −9  | 1 |
| Nhật Bản | 3  | 0 | 1 | 2 | 1  | 10 | −9  | 1 |

| Nhật Bản  | 1–1      | Canada      |
| --------- | -------- | ----------- |
| Otake 64' | Chi tiết | Burtini 32' |

| Na Uy                        | 2–1      | Nga          |
| ---------------------------- | -------- | ------------ |
| Sandaune 28' · Pettersen 68' | Chi tiết | Komarova 78' |

| Na Uy                                                                                  | 7–1      | Canada     |
| -------------------------------------------------------------------------------------- | -------- | ---------- |
| Aarønes 8', 36' · Lehn 49' · Riise 54' · Medalen 68' · Pettersen 76' · Gulbrandsen 87' | Chi tiết | Hooper 31' |

| Nhật Bản | 0–5      | Nga                                                                  |
| -------- | -------- | -------------------------------------------------------------------- |
|          | Chi tiết | Savina 29' · Letyushova 52', 90' · N. Karasseva 58' · Barbashina 80' |

| Canada     | 1–4      | Nga                                                   |
| ---------- | -------- | ----------------------------------------------------- |
| Hooper 76' | Chi tiết | Grigorieva 54' · Fomina 66', 86' · O. Karasseva 90+1' |

| Na Uy                                                              | 4–0      | Nhật Bản |
| ------------------------------------------------------------------ | -------- | -------- |
| Riise 8' (ph.đ.) · Isozaki 26' (l.n.) · Aarønes 36' · Mellgren 61' | Chi tiết |          |

### Bảng D
| Đội        | Tr | T | H | B | BT | BB | HS  | Đ |
| ---------- | -- | - | - | - | -- | -- | --- | - |
| Trung Quốc | 3  | 3 | 0 | 0 | 12 | 2  | +10 | 9 |
| Thụy Điển  | 3  | 2 | 0 | 1 | 6  | 3  | +3  | 6 |
| Úc         | 3  | 0 | 1 | 2 | 3  | 7  | −4  | 1 |
| Ghana      | 3  | 0 | 1 | 2 | 1  | 10 | −9  | 1 |

| Trung Quốc                    | 2–1      | Thụy Điển    |
| ----------------------------- | -------- | ------------ |
| Kim Yên 17' · Lưu Ái Linh 69' | Chi tiết | Bengtsson 2' |

| Úc         | 1–1      | Ghana       |
| ---------- | -------- | ----------- |
| Murray 74' | Chi tiết | Gyamfua 76' |

| Úc         | 1–3      | Thụy Điển                         |
| ---------- | -------- | --------------------------------- |
| Murray 32' | Chi tiết | Törnqvist 8' · Ljungberg 21', 69' |

| Trung Quốc                                                                           | 7–0      | Ghana |
| ------------------------------------------------------------------------------------ | -------- | ----- |
| Tôn Văn 9', 21', 54' · Kim Yên 16' · Trương Âu Ảnh 82', 90+1' · Triệu Lợi Hồng 90+2' | Chi tiết |       |

| Trung Quốc                     | 3–1      | Úc            |
| ------------------------------ | -------- | ------------- |
| Tôn Văn 39', 51' · Lưu Anh 73' | Chi tiết | Salisbury 66' |

| Ghana | 0–2      | Thụy Điển         |
| ----- | -------- | ----------------- |
|       | Chi tiết | Svensson 58', 86' |

## Vòng đấu loại trực tiếp

### Tóm tắt
|  | Tứ kết                | Tứ kết                |                        |       | Bán kết       | Bán kết       |  |  | Chung kết | Chung kết |
|  |                       |                       |                        |       |               |               |  |  |           |           |
|  | 30 tháng 6 — San Jose |                       |                        |       |               |               |  |  |           |           |
|  |                       |                       |                        |       |               |               |  |  |           |           |
|  | Trung Quốc            | 2                     |                        |       |               |               |  |  |           |           |
|  | Trung Quốc            | 2                     | 4 tháng 7 — Foxborough |       |               |               |  |  |           |           |
|  | Nga                   | 0                     |                        |       |               |               |  |  |           |           |
|  | Nga                   | 0                     | Trung Quốc             | 5     |               |               |  |  |           |           |
|  | 30 tháng 6 — San Jose |                       | Trung Quốc             | 5     |               |               |  |  |           |           |
|  |                       | Na Uy                 | 0                      |       |               |               |  |  |           |           |
|  | Na Uy                 | Na Uy                 | 0                      | 3     |               |               |  |  |           |           |
|  | Na Uy                 |                       | 10 tháng 7 — Pasadena  | 3     |               |               |  |  |           |           |
|  | Thụy Điển             | 1                     |                        |       |               |               |  |  |           |           |
|  | Thụy Điển             | 1                     | Trung Quốc             | 0 (4) |               |               |  |  |           |           |
|  | 1 tháng 7 — Landover  |                       | Trung Quốc             | 0 (4) |               |               |  |  |           |           |
|  |                       | Hoa Kỳ (p)            | 0 (5)                  |       |               |               |  |  |           |           |
|  | Hoa Kỳ                | Hoa Kỳ (p)            | 0 (5)                  | 3     |               |               |  |  |           |           |
|  | Hoa Kỳ                | 4 tháng 7 — Palo Alto |                        | 3     |               |               |  |  |           |           |
|  | Đức                   | 2                     |                        |       |               |               |  |  |           |           |
|  | Đức                   | 2                     | Hoa Kỳ                 | 2     |               |               |  |  |           |           |
|  | 1 tháng 7 — Landover  |                       | Hoa Kỳ                 | 2     |               |               |  |  |           |           |
|  |                       | Brasil                | 0                      |       | Tranh hạng ba | Tranh hạng ba |  |  |           |           |
|  | Brasil (s.h.p.)       | Brasil                | 0                      | 4     | Tranh hạng ba | Tranh hạng ba |  |  |           |           |
|  | Brasil (s.h.p.)       |                       | 10 tháng 7 — Pasadena  | 4     |               |               |  |  |           |           |
|  | Nigeria               | 3                     |                        |       |               |               |  |  |           |           |
|  | Nigeria               | 3                     | Na Uy                  | 0 (4) |               |               |  |  |           |           |
|  |                       |                       |                        |       |               |               |  |  |           |           |
|  | Brasil (p)            | 0 (5)                 |                        |       |               |               |  |  |           |           |
|  | Brasil (p)            | 0 (5)                 |                        |       |               |               |  |  |           |           |

### Tứ kết
| Trung Quốc               | 2–0      | Nga |
| ------------------------ | -------- | --- |
| Phổ Vĩ 37' · Kim Yên 56' | Chi tiết |     |

| Na Uy                                           | 3–1      | Thụy Điển   |
| ----------------------------------------------- | -------- | ----------- |
| Aarønes 51' · Pettersen 58' · Riise 72' (ph.đ.) | Chi tiết | Moström 90' |

| Hoa Kỳ                                    | 3–2      | Đức                               |
| ----------------------------------------- | -------- | --------------------------------- |
| Milbrett 16' · Chastain 49' · Fawcett 66' | Chi tiết | Chastain 5' (l.n.) · Wiegmann 45' |

| Brasil                                  | 4–3 (s.h.p.) | Nigeria                              |
| --------------------------------------- | ------------ | ------------------------------------ |
| Cidinha 4', 22' · Nenê 35' · Sissi 104' | Chi tiết     | Emeafu 63' · Okosieme 72' · Egbe 85' |

### Bán kết
| Hoa Kỳ                        | 2–0      | Brasil |
| ----------------------------- | -------- | ------ |
| Parlow 5' · Akers 80' (ph.đ.) | Chi tiết |        |

| Na Uy | 0–5      | Trung Quốc                                                  |
| ----- | -------- | ----------------------------------------------------------- |
|       | Chi tiết | Tôn Văn 3', 72' · Lưu Ái Linh 14', 51' · Phạm Tôn Khiết 65' |

### Tranh hạng ba
| Na Uy                                                            | 0–0 [A]  | Brasil                                               |
| ---------------------------------------------------------------- | -------- | ---------------------------------------------------- |
|                                                                  | Chi tiết |                                                      |
| Loạt sút luân lưu                                                |          |                                                      |
| Riise · Pettersen · Jørgensen · Sandaune · Gulbrandsen · Aarønes | 4–5      | Pretinha · Cidinha · Kátia · Maicon · Nenê · Formiga |

A  Không tổ chức hiệp phụ.

### Chung kết
| Hoa Kỳ                                       | 0–0 (s.h.p.) | Trung Quốc                                                    |
| -------------------------------------------- | ------------ | ------------------------------------------------------------- |
|                                              | Chi tiết     |                                                               |
| Loạt sút luân lưu                            |              |                                                               |
| Overbeck · Fawcett · Lilly · Hamm · Chastain | 5–4          | Tạ Huy Lâm · Khâu Hải Yến · Lưu Anh · Trương Âu Ảnh · Tôn Văn |

## Vô địch
| Vô địch World Cup 1999 Hoa Kỳ Lần thứ hai |

## Giải thưởng
| Chiếc giày vàng | Quả bóng vàng | Giải Fair Play |
| --------------- | ------------- | -------------- |
| Sissi Tôn Văn   | Tôn Văn       | Trung Quốc     |

### Đội hình toàn sao
| Thủ môn                | Hậu vệ                                                                  | Tiền vệ                                                          | Tiền đạo                                     |
| ---------------------- | ----------------------------------------------------------------------- | ---------------------------------------------------------------- | -------------------------------------------- |
| Cao Hồng Briana Scurry | Vương Lệ Bình Ôn Lợi Dung Doris Fitschen Brandi Chastain Carla Overbeck | Sissi Lưu Ái Linh Triệu Lợi Hồng Bettina Wiegmann Michelle Akers | Kim Yên Tôn Văn Ann Kristin Aarønes Mia Hamm |

## Cầu thủ ghi bàn
7 bàn
- Sissi
- Tôn Văn

4 bàn
- Ann-Kristin Aarønes

3 bàn
- Pretinha
- Kim Yên
- Lưu Ái Linh
- Inka Grings
- Bettina Wiegmann
- Tiffeny Milbrett
- Marianne Pettersen
- Hege Riise
- Nkiru Okosieme

2 bàn
- Cidinha
- Kátia
- Charmaine Hooper
- Michelle Akers
- Mia Hamm
- Kristine Lilly
- Cindy Parlow
- Tisha Venturini
- Elena Fomina
- Olga Letuchova
- Mercy Akide
- Hanna Ljungberg
- Victoria Svensson
- Jo Song-Ok
- Trương Âu Ảnh
- Julie Murray
- Patrizia Panico

1 bàn
- Maycon
- Nenê
- Silvana Burtini
- Janni Johansen
- Brandi Chastain
- Ariane Hingst
- Steffi Jones
- Renate Lingor
- Birgit Prinz
- Sandra Smisek
- Brandi Chastain
- Joy Fawcett
- Julie Foudy
- Shannon MacMillan
- Maribel Domínguez
- Solveig Gulbrandsen
- Unni Lehn
- Linda Medalen
- Dagny Mellgren
- Brit Sandaune
- Natalia Barbachina
- Irina Grigorieva
- Natalia Karasseva
- Olga Karasseva
- Galina Komarova
- Larissa Savina
- Nana Gyamfua
- Otake Nami
- Nkechi Egbe
- Prisca Emeafu
- Rita Nwadike
- Jane Tornqvist
- Kristin Bengtsson
- Malin Moström
- Jin Pyol-Hui
- Kim Kum-Sil
- Phạm Vân Khiết
- Lưu Anh
- Phổ Vĩ
- Triệu Lợi Hồng
- Cheryl Salisbury
- Paola Zanni

Phản lưới nhà
- Brandi Chastain (trận gặp Đức)
- Isozaki Hiromi (trận gặp Na Uy)
- Ifeanyichukwu Chiejine (trận gặp Hoa Kỳ)

## Bảng xếp hạng giải đấu
| Đội                 | Thứ hạng          | Trận | Thắng | Hoà | Thua | BT | BB | HS  | Điểm |
| ------------------- | ----------------- | ---- | ----- | --- | ---- | -- | -- | --- | ---- |
| 1                   | Hoa Kỳ            | 6    | 5     | 1   | 0    | 18 | 3  | +15 | 16   |
| 2                   | Trung Quốc        | 6    | 5     | 1   | 0    | 19 | 2  | +17 | 16   |
| 3                   | Brasil            | 6    | 3     | 2   | 1    | 16 | 9  | +7  | 11   |
| 4                   | Na Uy             | 6    | 4     | 1   | 1    | 16 | 8  | +8  | 13   |
| Bị loại ở tứ kết    |                   |      |       |     |      |    |    |     |      |
| 5                   | Nga               | 4    | 2     | 0   | 2    | 10 | 5  | +5  | 6    |
| 6                   | Thụy Điển         | 4    | 2     | 0   | 2    | 7  | 6  | +1  | 6    |
| 7                   | Nigeria           | 4    | 2     | 0   | 2    | 8  | 12 | –4  | 6    |
| 8                   | Đức               | 4    | 1     | 2   | 1    | 12 | 7  | +5  | 5    |
| Bị loại ở vòng bảng |                   |      |       |     |      |    |    |     |      |
| 9                   | Ý                 | 3    | 1     | 1   | 1    | 3  | 3  | 0   | 4    |
| 10                  | CHDCND Triều Tiên | 3    | 1     | 0   | 2    | 4  | 6  | –2  | 3    |
| 11                  | Úc                | 3    | 0     | 1   | 2    | 3  | 7  | –4  | 1    |
| 12                  | Canada            | 3    | 0     | 1   | 2    | 3  | 12 | –9  | 1    |
| 13                  | Ghana             | 3    | 0     | 1   | 2    | 1  | 10 | –9  | 1    |
| 13                  | Nhật Bản          | 3    | 0     | 1   | 2    | 1  | 10 | –9  | 1    |
| 15                  | Đan Mạch          | 3    | 0     | 0   | 3    | 1  | 8  | –7  | 0    |
| 16                  | México            | 3    | 0     | 0   | 3    | 1  | 15 | –14 | 0    |